# Ali Hazelwood
Ali Hazelwood (pseudoniem) (11 december 1989) is een Italiaans-Amerikaanse auteur van romantische literatuur. 

## Biografie
Hazelwood is afkomstig uit Italië en woont in de Verenigde Staten. Ze heeft een PhD in de neurowetenschappen. Ze werkte drie jaar als professor voordat ze in 2022 fulltime schrijver werd.
Een groot deel van Hazelwoods boeken focust op vrouwen in STEM. Check & Mate uit 2023, in het Nederlands vertaald als Check & Mate - De liefde is aan zet, was haar eerste boek voor young adults. Zelf ziet ze het boek als "New Adult".
In mei 2024 heeft Ali Hazelwood 10 boeken gepubliceerd. 
In april 2025 cancelde Hazelwood haar geplande tournees in het Verenigd Koninkrijk vanwege grensproblemen die ze zou krijgen bij het uit- en inreizen van de Verenigde Staten. Haar beslissing hing samen met de reisverboden en grensmaatregelen van het kabinet-Trump II.